# Sợi nhánh
Sợi nhánh (bắt nguồn từ tiếng Hy Lạp δένδρον déndron, "cây") là các đoạn kéo dài nguyên sinh phân nhánh từ một tế bào thần kinh, có vai trò truyền đi kích thích điện hóa nhận từ các tế bào thần kinh khác đến thân tế bào, hay soma của nơron mà sợi nhánh kéo dài ra. Kích thích xung điện được truyền lên các sợi nhánh bởi các nơron ở trên (thường là các sợi trục của chúng) thông qua các khớp thần kinh được đặt tại các điểm khác nhau xuyên suốt cây sợi nhánh. Các sợi nhánh đóng một vai trò quan trong trong việc tích hợp những đầu vào khớp thần kinh này và trong việc xác định phạm vi các tiềm năng hành động được sản sinh ra bởi nơron. Sự phân nhánh sợi nhánh là một quá trình sinh học nhiều bước trong đó các nơron tạo ra các cây và nhánh mới để tạo ra các khớp thần kinh mới. Hình thái học của các sợi nhánh ví dụ như là mật độ phân nhánh và mô hình phân nhóm có sự tương quan lớn đến chức năng của nơron. Sự dị dạng của sợi nhánh cũng có sự tương quan chặt chẽ đến chức năng hệ thống thần kinh bị suy yếu. Một số rối loạn có liên hệ với việc sợi nhánh bị tật là tự kỷ, trầm cảm, tâm thần phân liệt, hội chứng Down và lo âu.